# NopCommerce
nopCommerce е приложен софтуер за интернет магазини с отворен код, базиран на ASP.NET MVC 4.0 и MS SQL 2008 (или по-нова версия). Лицензиран е под nopCommerce Public License V3 и е пуснат официално през октомври 2008 година за малкия и среден бизнес.

## История
Разработването на nopCommerce започва през 2008 година от Andrei Mazulnitsyn в Ярославл, Русия, а през 2009 година е основана компанията Nop Solutions. По-късно, през 2009 година, Microsoft добавя nopCommerce към Microsoft Web Platform Installer. Компанията има офиси в Ярославл, Русия.
Първите версии представят обикновените функционалности като обработка на поръчки, атрибути, плъгини, намаления, цени на едро, новини, блог, лични съобщения и форум. С излизането на Версия 2.00(Август 2011 година) nopCommerce е представен като ASP.NET MVC платформа, а до края на 2011 година nopCommerce вече е представян като ASP.NET MVC 4 платформа. Версии 3.00 и 3.10 допълнително разширяват функционалностите на платформата като тя вече поддържа multi-store и multi-vendor. Версиите 3.50, 3.60 и 3.70 добавят нов модерен дизайн, достъпен за мобилни устройства.

## Разпространение
Според Builtwith.com, през декември 2015 година има 25 551 уеб сайтове, които използват nopCommerce  като това са 2,5% сайтовете за онлайн търговия. Инсталационният пакет е изтеглен повече от 1,7 милиона пъти.

## Бизнес модел
NopCommerce може да бъде изтеглена и инсталирана безплатно. Има форум, в който може да се получи безплатна помощ. До 2014 година документацията е платена.

## Общност
NopCommerce има много активна общност от потребители и разработчици, които предоставят помощ, подпомагат с развитието на платформата и разработват плъгини. 107 партньора от 37 държави предлагат персонализирано разработване на магазини, теми за онлайн магазини и други услуги. Над 750 са въпросите под таг-а „nopCommerce“ в stackoverflow.com. До декември 2015 nopCommerce е преведена на повече от 30 езика.
Първата конференция за nopCommerce – #NopDevDays се състоя на 30 октомври 2015 година в Амстердам.

## Награди и признания
През 2010 и 2011 година nopCommerce достига до финала на Packt Open Source E-Commerce Award. NopCommerce е сред 5-те най-теглени платформи предоставени от Microsoft Web Platform Installer. През 2013 година е избрана за най-добрата финансово базирана платформа от Russian WebRead awards. През 2016 печели награда „Best eCommerce for SMB“ на CMScritic.